# Pietro Lecciso
Pietro Lecciso (Lecce, 1º agosto 1905 – 17 dicembre 1983) è stato un politico e avvocato italiano.